# Reissekia
Reissekia es un género monotípico de arbustos de la familia Rhamnaceae. Su única especie, Reissekia smilacina (Sm.) Steud., es originaria de Brasil.

## Taxonomía
Reissekia smilacina fue descrita por (Sm.) Steud. y publicado en Nomenclator Botanicus. Editio secunda 2: 440, en el año 1841.
Sinonimia
- Gouania cordifolia Raddi
- Gouania smilacina Sm.	basónimo
- Reissekia cordifolia (Raddi) Endl.
- Reissekia smilacina (Sm.) Endl.[3]